# Sinfonia n. 32 (Haydn)
La Sinfonia n. 32 in Do maggiore di Joseph Haydn, Hoboken I/32, è una sinfonia festiva. La data di composizione è tutt'oggi incerta. Secondo il noto musicologo H. C. Robbins Landon, il cui maestro fu proprio Haydn, questa fu composta tra il 1757 ed il 1763. Recentemente, alcuni studiosi datano questa sinfonia nel 1760 o nel 1761. 

## Movimenti
Questo lavoro consta di quattro movimenti e fu concepito per 2 oboi, un fagotto, due corni, due trombe, timpani, archi e basso continuo.
1. Allegro molto, 2/4
2. Minuetto in Do maggiore e Trio in Do minore, 3/4
3. Adagio ma non troppo, 2/4 in Fa maggiore
4. Finale: Presto, 3/8

Questa sinfonia è una delle prime dell'era Classica ad avere un Minuetto al secondo movimento. Non vi è utilizzo dei fiati nel terzo movimento.